# Sono contrario alle emozioni
Sono contrario alle emozioni è un romanzo di Diego De Silva pubblicato nel 2011 da Einaudi.

## Trama
Vincenzo Malinconico è in cura da uno psicoterapeuta per superare i problemi relazionali con le donne. Poiché risulta essere bugiardo, logorroico, reticente e provocatore, lo psicoterapeuta decide di interrompere la terapia. Inizia così uno sproloquio interiore che vede Vincenzo dialogare con la sua coscienza e analizzare con ironia argomenti di vita comune. Dopo alcuni tentativi di analisi "fai-da-te", giunge alla conclusione della necessità di analisi da parte dello psicoterapeuta.

## Edizioni
- Diego De Silva,Sono contrario alle emozioni, Einaudi 2011